# MIDP
Mobile Information Device Profile o MIDP (JSR 118) fue una versión de J2ME (Java 2 Micro Edition) integrada en el hardware de celulares relativamente modernos que permite el uso de programas Java denominados MIDlets, tales como juegos, aplicaciones o todo tipo de software.
La versión más moderna es la 2.0 incompatible con la 1.0, ya que no se puede cambiar en el teléfono.

## Limitaciones importantes de MIDP 1.0
- MIDP 1.0 no posee APIs de renderizado activo.
- MIDP 1.0 no posee soporte para el acceso directo a los píxeles de las imágenes (datos RGB).
- MIDP 1.0 no posee soporte para un modo en pantalla completa.
- MIDP 1.0 no posee soporte de audio.
- MIDP 1.0 solo requiere soporte http.
- MIDP 1.0 no puede preguntar el estado clave (a pesar de que los estados clave están soportados).
- Las especificaciones no siempre son claras, llevando a diferencias en las implementaciones.
- Algunas limitaciones pueden ser evitadas usando una API de marca específica o MIDP 2.0, lo cual reduce la portabilidad de la aplicación.

## Historia
MIDP fue desarrollado bajo el Java Community Process.
- MIDP 1.0 (JSR 37) - Aprobado el 19 de septiembre de 2000
- MIDP 2.0 (JSR 118) - Aprobado el 20 de noviembre de 2002
- MIDP 3.0 (JSR 271) - Aprobado el 9 de diciembre de 2009